# Ограничение Карриера

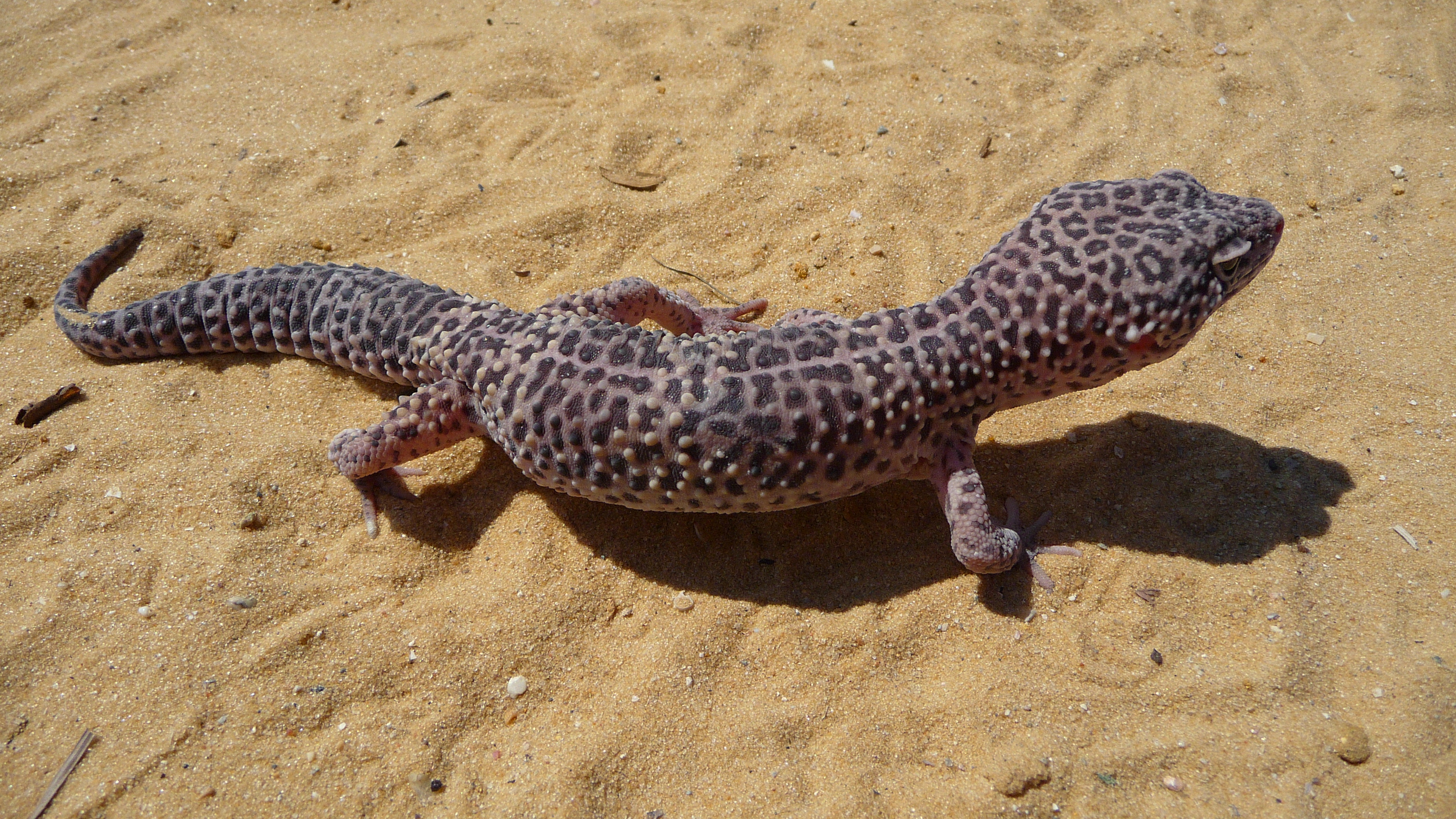
Пятнистый леопардовый эублефар

Ограничение Карриера — закономерность, заключающаяся в том, что дышащие воздухом позвоночные, у которых есть два лёгких и которые сгибают свои тела во время передвижения, испытывают трудности с движением и дыханием одновременно, потому что сгибание в стороны расширяет одно лёгкое и сжимает другое, вытесняя несвежий воздух из одного легкого в другое вместо того, чтобы полностью вытолкнуть его, чтобы освободить место для свежего воздуха.
Было названо английским палеонтологом Ричардом Коуэном в честь Дэвида Р. Карриера, записавшего свои наблюдения по проблеме в 1987 году.

## Последствия
Большинство ящериц двигаются короткими рывками с длинными паузами для дыхания. 
В конце позднего триаса животные с ограничением Карриера зачастую становились лёгкой добычей бипедальных (передвигавшихся на двух конечностях) видов, развивших более эффективный способ шага.

## Решения

### Обходные
У большинства змей есть только одно легкое, поэтому на них ограничение Карриера не распространяется.
Вараны повышают свою выносливость, используя кости и мышцы в горле и дне рта, чтобы «проглатывать» воздух с помощью циркулярной перекачки. 
Некоторые другие чешуйчатые, в основном агамовые, используют бипедальную локомоцию для бега и избегают бокового сгибания. Бипедальность у современных чешуйчатых встречается очень редко, но это эффективный способ бегать без паузы для дыхания, для ловли активной добычи или уклонения от хищников.
Крокодилы применяют «высокий шаг» с более вертикальным положением конечностей, которое сводит к минимуму изгиб в сторону, чтобы пересекать большие расстояния. Тем не менее, так как их предки передвигались на двух конечностях это может быть просто следствием прошлого поведения, а не специфической адаптацией для преодоления этой трудности. Тодд Дж. Уриона (Университет штата Юта) выдвинул гипотезу о том, что рёберная вентиляция, возможно, помогла вертикальному положению в преодолении ограничения.

## Противоположные доказательства
В отличие от вышеупомянутой модели, у ящериц во время движения поддерживается дыхание, даже выше их аэробного объема, и их артериальная кровь остаётся обогащённой кислородом.

## В культуре
Палеонтолог Ричард Коуэн написал лимерик, чтобы объяснить и отпраздновать правило Карриера:
The reptilian idea of fun
Is to bask all day in the sun.
A physiological barrier,
Discovered by Carrier,
Says they can't breathe, if they run.